# Clor
Clor — недолго просуществовавшая группа из пяти человек из Брикстона, Великобритания, сформированная Барри Доббином и Люком Смитом в 2003 году и подписавшая контракт с лейблом Parlophone после всего лишь шести концертов. Группа выпустила свой первый одноимённый альбом в 2005 году, получивший признание критиков. Альбом был выбран журналисткой NME Крисси Мурисон для списка «100 величайших альбомов, которые вы никогда не слышали», опубликованного в 2010 году.

## Дискография
Альбом
- Clor – July 2005 (UK #77)

Мини-альбом
- Welcome Music Lovers – July 2004

Синглы
- "Love + Pain" – April 2005 (UK #48)
- "Outlines" – July 2005 (UK #43)
- "Good Stuff" – October 2005 (UK #50)[9]